# Darren Anderton
Darren Anderton (Southampton, 3 maart 1972) is een voormalig betaald voetballer uit Engeland, die speelde als aanvallende middenvelder gedurende zijn carrière. Hij speelde het grootste deel van zijn loopbaan voor Tottenham Hotspur.

## Interlandcarrière
Anderton speelde dertig keer voor de nationale ploeg van Engeland, en scoorde zeven keer in de periode 1994-2001. Onder leiding van bondscoach Terry Venables maakte hij zijn debuut op woensdag 9 maart 1994 in de vriendschappelijke thuiswedstrijd tegen Denemarken (1-0) in Londen, net als Matthew Le Tissier (Southampton) en Graeme Le Saux (Blackburn Rovers). Hij begon in dat duel in de basis en vormde een middenveld met David Platt, Paul Ince en Paul Gascoigne. Anderton nam met Engeland deel aan het EK voetbal 1996 en het WK voetbal 1998.
| Interlanddoelpunten | Interlanddoelpunten | Interlanddoelpunten | Interlanddoelpunten    | Interlanddoelpunten | Interlanddoelpunten | Interlanddoelpunten | Interlanddoelpunten |
| #                   | Datum               | Locatie             | Wedstrijd              | Goal(s)             | Score               | Uitslag             | Wedstrijd           |
| ------------------- | ------------------- | ------------------- | ---------------------- | ------------------- | ------------------- | ------------------- | ------------------- |
| 1                   | 17/05/1994          | Londen              | Engeland – Griekenland | 24'                 | 2 – 0               | 5 – 0               | Oefeninterland      |
| 2                   | 03/06/1995          | Londen              | Engeland – Japan       | 49'                 | 1 – 0               | 2 – 1               | Stanley Rous Cup    |
| 3                   | 08/06/1995          | Londen              | Engeland – Zweden      | 90+1'               | 3 – 3               | 3 – 3               | Stanley Rous Cup    |
| 4                   | 18/05/1996          | Londen              | Engeland – Hongarije   | 39'                 | 1 – 0               | 3 – 0               | Oefeninterland      |
| 5                   | 18/05/1996          | Londen              | Engeland – Hongarije   | 62'                 | 3 – 0               | 3 – 0               | Oefeninterland      |
| 6                   | 26/06/1998          | Lens                | Engeland – Colombia    | 20'                 | 1 – 0               | 2 – 0               | WK-eindronde        |
| 7                   | 18/11/1998          | Londen              | Engeland – Tsjechië    | 22'                 | 1 – 0               | 2 – 0               | Oefeninterland      |

## Erelijst
Tottenham Hotspur
- League Cup

1999

## Record
- Anderton hield lange tijd het record van meest gespeelde wedstrijden in de Premier League voor Tottenham Hotspur (299 wedstrijden). Hugo Lloris stak hem inmiddels voorbij.